# Balanoglossus apertus
Balanoglossus apertus is een diersoort in de taxonomische indeling van de Hemichordata. Het dier behoort tot het geslacht Balanoglossus en behoort tot de familie Ptychoderidae. De wetenschappelijke naam van de soort werd voor het eerst geldig gepubliceerd in 1893 door Spengel.